# Jacqueline Laurence
Jacqueline Juliette Laurence (Marsiglia, 10 ottobre 1932 – Rio de Janeiro, 17 giugno 2024) è stata un'attrice e regista teatrale francese.

## Biografia
Jacqueline Laurence si trasferì adolescente dalla nativa Marsiglia in Brasile, insieme al padre giornalista e al fratello Michel, che seguì le orme paterne; rimase quindi nel paese sudamericano, ma senza mai acquisirne la nazionalità.
Nel 1955, dopo aver frequentato i corsi di recitazione tenuti da Dulcina de Morais, Adolfo Celi, Gianni Ratto, Maria Clara Machado e Ziembinski, debuttò sulle scene riscuotendo un successo così eclatante da entrare poi a far parte delle più importanti fondazioni teatrali brasiliane. Venne scelta per interpretare le opere di Albert Camus, di Jean Genet, di Miguel Falabella e di altri autori moderni e contemporanei. Dal 1984 fu anche regista teatrale, attività per la quale ricevette molta considerazione da parte della critica: in particolare allestì opere di Samuel Beckett, tra cui Giorni felici, interpretata da Fernanda Montenegro.
Apparve inoltre in varie pellicole cinematografiche e numerose telenovelas di Rede Globo, dove impersonò soprattutto signore di origini francesi (Solange in Dancin' Days) o insegnanti di lingua e letteratura francese (Clarice in Água Viva).
Jacqueline Laurence morì il 17 giugno 2024 in un ospedale di Rio de Janeiro, dopo esservi stata ricoverata per un arresto cardiaco, all'età di 91 anni.

## Filmografia

### Televisione
- Uma Rosa com Amor (1972)
- Dancin' Days (1978)
- Agua Viva (Água Viva, 1980)
- As Três Marias (1980)
- Sétimo Sentido (1982)
- Marquesa de Santos (1984)
- Antônio Maria (1985)
- Tudo em Cima (1985)
- Doppio imbroglio (Cambalacho, 1986)
- Dona Beija (1986)
- Bambolê (1987)
- Top Model (1989)
- Brasileiras e Brasileiros (1990)
- O Dono do Mundo (1991)
- Vita di oggi (Confissões de Adolescente, 1994)
- Incidente em Antares (1994)
- Salsa e Merengue (1996)
- Sai de Baixo (episodio: "Os Ricos Também Roubam" - 1997)
- Você Decide (1999)
- As Filhas da Mãe (2001)
- Da Cor do Pecado (partecipazione speciale - 2004)
- Senhora do Destino (2004)
- A Lua me Disse (2005)
- Cobras & Lagartos (partecipazione speciale - 2006)
- Desejo Proibido (2007)
- Malhação (2007)
- Toma Lá, Dá Cá (episodio: "Quem Muito se Abaixa..." - 2007)
- Água na Boca (2008)
- Toma Lá, Dá Cá (episodio: "As Duas Faces de Celinha" - 2009)
- Ribeirão do Tempo (2010)
- Aquele beijo (2011)
- Babilonia (2015)
- Salve-se Quem Puder (2020)

### Cinema
- Gente Fina É Outra Coisa (1977)
- A Batalha dos Guararapes (1978)
- Nos Embalos de Ipanema (1978)
- Menino do Rio (1982)
- Natal da Portela (1988)
- Sonho de Verão (1990)
- Estação Aurora (1991)
- Veja Esta Canção (1994)
- Dente Por Dente - cortometraggio (1994)
- Butterfly (1995)
- Polaróides Urbanas (2008)